# Tranzitul lui Mercur din 11 noiembrie 2019

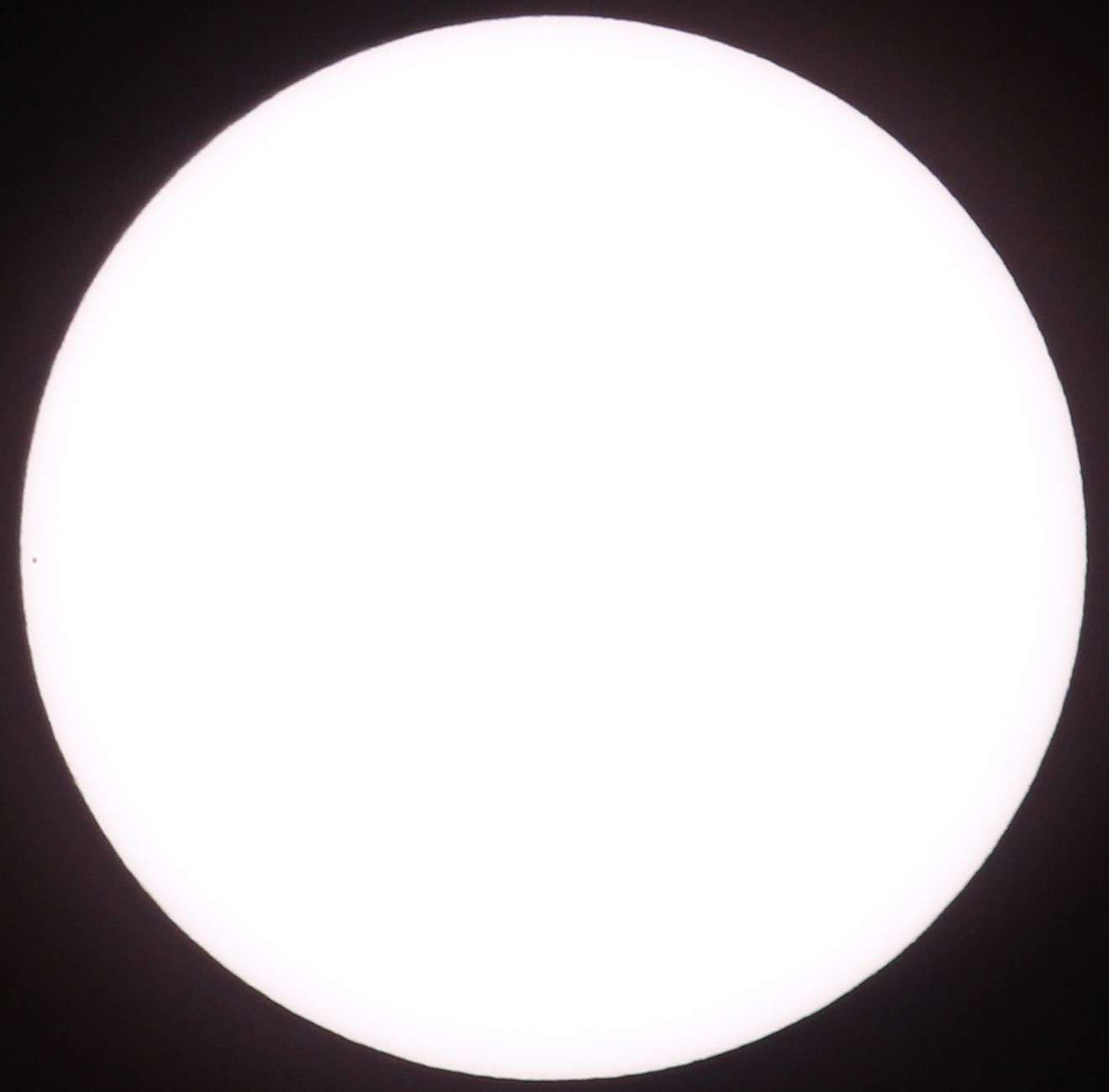
Tranzitul planetei Mercur, din 11 noiembrie 2019, fotografiat din Villeurbanne, Franța.

Un tranzit al lui Mercur prin fața Soarelui, vizibil de pe Pământ, s-a produs la 11 noiembrie 2019. Fenomenul a fost parțial vizibil de pe teritoriul României. 
Maximul pentru București a fost la orele 17:20 TLR / 15:20 UTC.
Durata totală a tranzitului, de la primul contact, până la ultimul contact, a fost de 5 ore 28 min. 47 secunde.
Tranzitul s-a produs în urmă cu 5 ani, 114 zile.

## Observarea tranzitului

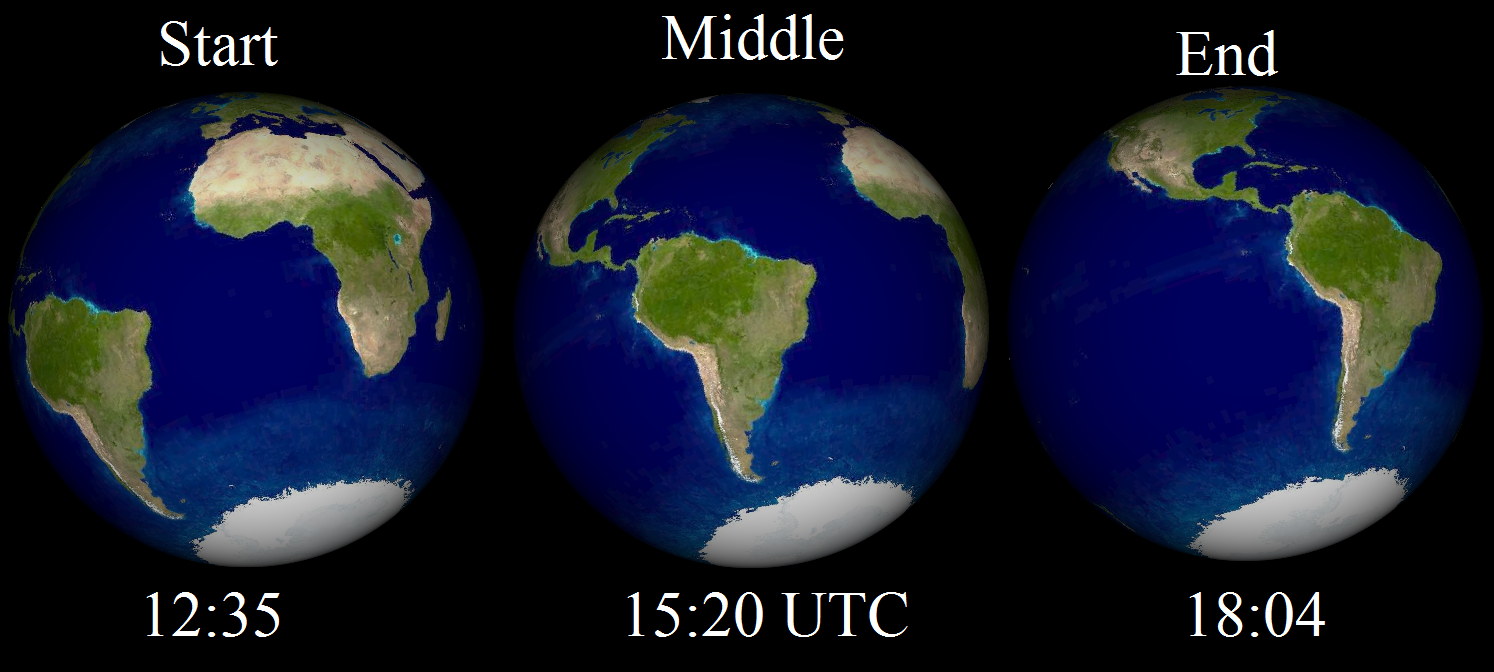
Tranzitul lui Mercur din 11 noiembrie 2019: orientarea Pământului

Primul contact s-a produs la orele 12:35 UTC / 14:35 TLR, iar tranzitul s-a încheiat, pentru observatorii din Europa, după apusul Soarelui. Prin urmare, nu putut fi urmărită ieșirea lui Mercur de pe discul Soarelui, din România. 
Trecerea lui Mercur prin fața Soarelui este un eveniment destul de rar. Tranzitul anterior s-a produs  la 9 mai 2016, iar următoarele tranzituri vor avea loc la 13 noiembrie 2032 și 7 noiembrie 2039. 
Planeta Mercur a apărut ca un mic disc negru care s-a deplasat peste discul Soarelui, pe o traiectorie aproape dreaptă, în câteva ore. În timpul tranzitului din noiembrie, Mercur este aproape de periheliu și are un diametru unghiular de 10 secunde de arc.De aceea, imaginea planetei Mercur este prea mică pentru a putea fi văzută cu ochiul liber trecând prin fața Soarelui. Prin urmare este necesară mărirea imaginii cu ajutorul unei lunete sau a unui telescop, sau chiar a unui binoclu, pentru a detecta trecerea micului disc negru prin fața fotosferei stelei noastre.
Pentru siguranță trebuie respectate aceleași reguli de protecție ca în cazul tuturor eclipselor solare (filtre speciale așezate în fața obiectivului instrumentului astronomic). 

Atenție! Observarea discului solar fără protecție poate provoca retinei leziuni permanente sau chiar orbire.
Tranzitul a fost vizibil în integralitate din America de Sud și Centrală, de pe coasta de Est a Americii de Nord, precum și de pe o mică porțiune din Africa Occidentală.
A fost parțial vizibil în Africa, Orientul Apropiat și Europa, inclusiv de pe teritoriul României: la București, primul contact exterior a fost vizibil la ora 14:35:20 TLR (UTC+2), la Cluj-Napoca, la 14:35:22 TLR, la Iași, la 14:35:21 TLR, iar la Timișoara, la 14:35:23 TLR. Tranzitul planetei Mercur a putut fi urmărit, de pe teritoriul României, cam până la ora 17:15 TLR, oră la care s-a produs apusul Soarelui, văzut din cea mai de vest localitate a României, cu condiția ca Soarele să nu fi fost acoperit de nori. Tranzitul lui Mercur a fost parțial vizibil și din cea mai mare parte a Americii de Nord, după răsăritul Soarelui, cu excepția celei mai mari părți a Alaskăi, unde Soarele nu răsărise încă.
Tranzitul nu a fost de loc vizibil în India, în Asia de Est și de Sud-Est și în Australia întrucât era noapte în perioada tranzitului.